# Diecéze Verbe
Diecéze verbenská je titulární diecéze římskokatolické církve na území Turecka.

## Historie
Verbe je možné identifikovat jako ZIvint v dnešním Turecku, v seznamu biskupů, kteří byli v roce 325 na Nikajském koncilu se objevuje biskup Zeuxios ze Syarby, který by mohl být biskupem verbenským (jediným, kterého známe jménem). Diecéze se objevuje v Notitia Dignitatum ve 12. století. V roce 1926 byla zařazena do seznamu titulárních katolických diecézí. 

## Seznam titulárních biskupů verbenských
- John Aloysius Coleman (1929 - 1932)
- Emile Barthès (1932 - 1939)
- José de Jesús Manríquez y Zárate (1939 - 1951)
- Pietro Ossola (1951 - 1954)
- Edmund Francis Gibbons (1954 - 1964 )
- James Edward Michaels (1966 - 2010)
- Teodoro Mendes Tavares (2011 - 2015)
- Pierbattista Pizzaballa (2016 - 2020)
- Rafic Nahra, od 2022